# Iglesia de San Juan Bautista (Bedia)
La iglesia de San Juan Bautista es un edificio situado en la localidad española de Bedia, en la provincia de Vizcaya.

## Descripción
El edificio se encuentra en la localidad española de Bedia, perteneciente a la provincia de Vizcaya, en la comunidad autónoma del País Vasco. Se menciona como iglesia parroquial del lugar en el cuarto volumen del Diccionario geográfico-estadístico-histórico de España y sus posesiones de Ultramar de Pascual Madoz, donde aparece descrita con las siguientes palabras: «una parr. (San Juan Bautista), aneja de la de Galdacano (bien que de hecho es independiente), servida por un cura beneficiado con titulo perpétuo».